# Symbolisme des chiffres
Le symbolisme des chiffres concerne les signes écrits des nombres, en tant que symboles, dans leur capacité à représenter analogiquement, à être interprétés, à porter sens et valeurs (en plus de l'aspect pratique ou matériel). On entre dans l'étude des chiffres en tant que symboles (symbologie) ou en tant que systèmes (symbolique) ou dans l'examen de leur capacité à désigner, à signifier, voire à exercer une influence (symbolisme). Le chiffre en général a son symbolisme (il représente la forme du secret, l'apparence du mystère), et chaque chiffre a son symbolisme (le chiffre "arabe" 0 représente le vide, le chiffre "romain" X représente l'inconnu).
La symbolique des chiffres porte tant sur la forme (droite/courbe, ressemblance avec des éléments physiques et concrets) que sur le sens et la valeur symboliques, indirectes, de chaque chiffre. Elle est présente en Orient comme en Occident.
- ١	٢ 	٣	٤	٥	٦	٧	٨	٩: chiffres arabes
- I, II, III, IV, V, VI, VII, VIII, IX : chiffres romains
- 一 二 三 四 五 六 七 八 九 : chiffres chinois

## Distinctions
- Chiffre et nombre.

Il faut rappeler la différence entre nombre et chiffre. Le nombre est une quantité, tandis que le chiffre est son écriture, son signe écrit. "Nombre désigne le rapport entre une quantité et une autre quantité. Chiffre se dit du signe servant à représenter les nombres." La symbolique des nombres porte sur les quantités, les nombres donc, tandis que la symbolique des chiffres porte, non sur les nombres, mais sur leur écriture, par exemple en caractères dits "arabes" (1, 2, 3, 4...) ou romains (I, II, III, IV...). Ainsi, la symbolique des nombres concerne les quantités, les proportions, l'arithmétique, le calcul, etc., tandis que la symbolique des chiffres concerne l'écriture, les lettres, l'espace, les lignes, les formes, etc. Le symbole du nombre un a pour chiffre le point (.), la droite (|), la lettre a, qui sont, à leur tour, autant de symboles.
- Chiffres symboliques, chiffres conventionnels. Certains chiffres présentent déjà une graphie symbolique : le 1 comme une droite, le 4 comme un carré, etc.

| chiffre conventionnel | chiffre symbolique            | chiffre symbolique |
| --------------------- | ----------------------------- | ------------------ |
| quatre = 4 ("arabe")  | quatre = 四 (chinois) : carré |                    |

- Numération : symboles mathématiques ou lettres.

De nombreux systèmes de numération ont été utilisés au cours de l'histoire, les premiers connus datant de 3300 av. J.-C. en Mésopotamie. Certains utilisaient les lettres de l'alphabet (numérotations romaine, grecque ou hébraïque). De plus, les bases variaient selon le niveau (le système maya en base 20). Le système décimal, universellement utilisé aujourd'hui, comprend une base fixe et des symboles spécifiques, il vient de l'Inde et fut relayé par les Arabes au VIIIe s. Un nombre est déterminé par la valeur des chiffres qui le composent et par la position de ces chiffres."
- Symbole, Symbolisme, symbolique, symbologie.
  1. "Le symbole est un signe concret évoquant par un rapport naturel quelque chose d'absent ou d'impossible à percevoir" (André Lalande, Vocabulaire technique et critique de la philosophie).
  2. Le symbolisme est la capacité d'une chose à désigner, signifier, révéler ; par exemple, le nombre un et son chiffre portent sur l'unité. Le symbolisme des chiffres concerne leur capacité à représenter : non seulement à signifier des êtres ou des pensées, peut-être à agir, influencer, activer les esprits ou les choses, mais encore à être interprétés.
  3. Une symbolique est un ensemble, un système de symboles ; par exemple, la symbolique de l'amour fait intervenir les nombres un, deux, trois, en priorité. La symbolique des chiffres concerne le système signifiant des chiffres. D'une part, ils forment ensemble un système, un tout, un ensemble, un complexe, d'autre part, chacun entre dans un réseau de symboles, forme une constellation avec d'autres symboles (chacun appelle son contraire, son complémentaire, son proche, sa forme ancienne, sa figuration, etc.).
  4. La symbologie est la science, la théorie des symboles.
- Sémiotique : syntaxe, sémantique, pragmatique. L'approche sémiotique, depuis Charles W. Morris[3], examine trois "dimensions", trois points de vue, qu'on peut appliquer au symbolisme du chiffre :
  1. la syntaxe (les rapports entre chiffres),
  2. la sémantique (le sens des chiffres, ce qu'ils désignent indirectement, par analogie naturelle)[soit relation signifiant/signifié, soit relation signe/référent],
  3. la pragmatique (l'utilisation des chiffres symboliques dans une situation de communication).

## Techniques de décodage
Il y a deux niveaux dans l'art de décoder (identifier et interpréter) les symboles, leur code : le déchiffrage et le décryptage. Quand on déchiffre, on connaît le code ; quand on décrypte : on ne le connaît pas.
- Première technique : le symbolisme des formes. "Regardez les formes des lettres. Elles sont composées de droites et de courbes. Dans la symbolique traditionnelle, la droite est reliée à la polarité masculine et la courbe à la polarité féminine. Cette particularité "sexuelle" des lettres et des chiffres n'est pas fortuite pour celui qui sait que tout s'accouple selon des lois, des codes qui font du hasard un leurre. La complémentarité des polarités permet une "auto-fécondation" productive. Voici pour les chiffres quelques fondamentaux des particularités des formes.

La droite horizontale. Elle représente notre plan terrestre, "plat" par son horizon et sa stabilité apparente. C'est une structure d'accueil de notre matière dont elle est le symbole. Elle est aussi le symbole masculin.
La droite verticale. Elle représente l'Esprit Divin. Elle est une descente de ce "qui est en haut" en reliant le supérieur et l'inférieur. Ce qui est debout, à l'image de l'humain, est ce qui est doué d'esprit, d'intelligence, étant le lien entre le monde divin et les mondes inférieurs. Regardez la symbolique de l'arbre, ce pilier vertical qui est dans les traditions le lien entre le ciel et la terre et vénéré comme tel.
La diagonale. Elle désigne un mouvement, qui est une progression ou une ascension selon le sens du tracé. Ce mouvement peut être un mouvement temporel ou une capacité d'action, de faire.
La demi-sphère : matrice. Elle est le symbole de la féminité en attente de fécondation.
Le demi-carré. Il symbolise l'homme dans sa polarité incomplète. Ce carré que l'on devine, c'est son côté cartésien, "carré", et pourtant tronqué de moitié car il lui manque son autre moitié.
Le cercle : Il représente un tout fini, complet et parfait, autonome, et pourtant cerné par sa propre limite. Il contient son propre espace, c'est un contenant et un contenu." 
- Deuxième technique : la ressemblance avec des êtres. Le 1 ressemble à un poteau, le 2 à un cygne, etc.
- Troisième technique : que disent les traditions (proverbes, mythes, contes, etc.) et les idéologues (philosophes, théologiens, iconographes, etc.) ?

## Chiffres arabes
| 0 = zéro   |
| 1 = un     |
| 2 = deux   |
| 3 = trois  |
| 4 = quatre |
| 5 = cinq   |
| 6 = six    |
| 7 = sept   |
| 8 = huit   |
| 9 = neuf   |

## Chiffres indiens
| Valeur                                | 0 | 1 | 2 | 3 | 4 | 5 | 6 | 7 | 8 | 9 |
| ------------------------------------- | - | - | - | - | - | - | - | - | - | - |
| Chiffres devanagari                   | ० | १ | २ | ३ | ४ | ५ | ६ | ७ | ८ | ९ |
| Chiffres indiens variante occidentale | ٠ | ١ | ٢ | ٣ | ٤ | ٥ | ٦ | ٧ | ٨ | ٩ |
| Chiffres indiens variante orientale   | ٠ | ١ | ٢ | ٣ | ۴ | ۵ | ۶ | ٧ | ٨ | ٩ |

## Chiffres chinois
|          | Financière | Pinyin | Valeur | Notes |
| -------- | ---------- | ------ | ------ | --- |
| 零 ou 〇 | 零         | líng   | 0      | |
| 一       | 壹         | yī     | 1      | Également « 弌 » (forme obsolète). Également « 么 » (yāo), utilisé pour les numéros de téléphone, et autres énumérations de chiffres. |
| 二       | 贰/貳      | èr     | 2      | Également « 弍 » (forme obsolète). Également « 两/兩 » (liǎng), utilisé pour quantifier des objets, placé devant le classificateur.   |
| 三       | 叁/叄      | sān    | 3      | Également « 弎 » (forme obsolète) Également « 參 ».                                                                                   |
| 四       | 肆         | sì     | 4      | |
| 五       | 伍         | wǔ     | 5      | |
| 六       | 陸         | liù    | 6      | |
| 七       | 柒         | qī     | 7      | |
| 八       | 捌         | bā     | 8      | |
| 九       | 玖         | jiǔ    | 9      | |

## Chiffres hébreux
| Glyphe | Hébreu | Valeur |
| ------ | ------ | ------ |
| א      | Aleph  | 1      |
| ב      | Bet    | 2      |
| ג      | Gimmel | 3      |
| ד      | Dalet  | 4      |
| ה      | He     | 5      |
| ו      | Vav    | 6      |
| ז      | Zayin  | 7      |
| ח      | Het    | 8      |
| ט      | Tet    | 9      |
| י      | Yod    | 10     |
| כ      | Kaf    | 20     |
| ל      | Lamed  | 30     |
| מ      | Mem    | 40     |
| נ      | Nun    | 50     |
| ס      | Samekh | 60     |
| ע      | Ayin   | 70     |
| פ      | Pe     | 80     |
| צ      | Tsadi  | 90     |
| ק      | Kof    | 100    |

## Chiffres romains
| Chiffre romain | Valeur | Signification |
| -------------- | ------ | --- |
| I              | 1      | Une marque verticale. |
| V              | 5      | Une marque à laquelle on ajoute une autre marque (d’où des graphies archaïques comme ⋀, ⊢, ⋋ ou ⋌, elles-mêmes issues de lettres phéniciennes ou égyptiennes dont l’origine était la représentation d’une main, les deux représentations ou interprétations ayant existé simultanément avant de s’unifier). |
| X              | 10     | Une marque barrée (d’autres suggèrent une seconde origine, par la juxtaposition de deux signes phéniciens représentant chacun la main). |
| L              | 50     | Un V barré (proche de 𐌙 à l’origine, c’est-à-dire V et I superposés) aplati en ⊥ puis confondu avec L. |
| C              | 100    | Un X barré (proche de Ж à l’origine, soit X et I superposés) écrit ensuite >I< ou ƆIC et abrégé en Ɔ (apostrophus) ou C. La forme C s’est imposée en raison d’une confusion avec le C de CENTVM. |
| D              | 500    | un ⊢ encadré (⊢ et Ɔ superposés) devenu D, confondu ensuite avec D. |
| M              | 1 000  | un X entouré ou encadré, proche de X, qui, passant par plusieurs formes, dont ⊕, a été écrit comme un phi grec Φ, puis est devenu CIƆ et ↀ (entre autres), lesquelles formes ont finalement été confondues avec M, d’autant plus que 1 000 se dit mille en latin.                                           |